# Боскер, Марсел
Марсел Боскер (нидерл. Marcel Bosker; род. 19 января 1997 года, Шёфтланд, Швейцария) — нидерландский конькобежец, специализирующийся в классическом многоборье, 4-кратный чемпион и бронзовый призёр чемпионатов мира, двукратный чемпион и 2-кратный призёр чемпионатов Европы, 2-кратный чемпион и 12-кратный призёр Нидерландов.

## Биография
Марсел Боскер родился в семье талантливых конькобежцев-универсалов в Швейцарии. Его родители Хенриет ван дер Меер и Роналд Боскер были голландцами, но после того, как эмигрировали в Швейцарию, они стали выступать за эту страну на международных соревнованиях. Марсел познакомился с катанием на коньках в возрасте 5 лет в Базеле, во время соревнований своих родителей, а в возрасте 14 лет он переехал без родителей в принимающую семью в Нидерландах, в город Тен-Бур провинции Гронинген, чтобы вложить все силы в катание на коньках.

## Спортивная карьера
Уже в 2003 году он присоединился к клубу "EC Zürich" и участвовал в юношеских соревнованиях в Базеле, где победил на дистанции 500 м и в мини-многоборье в Цюрихе. С 2009 года он участвовал в чемпионате Швейцарии и в 2009 и 2010 годах был третьим среди юниоров,  а в сезоне 2010/11 выиграл бронзу среди взрослых на дистанции 500 м и в спринтерском многоборье. В межсезонье он переехал в Херенвен, где стал усердно тренироваться и уже в 2012 году выиграл юниорский чемпионат Нидерландов в многоборье.
В 2014 году Марсел выиграл в категории юниоров "В" многоборье и 3000 м, а также занял 2-е место в спринте. В сезоне 2014/15 успешно дебютировал на Кубке мира среди юниоров и на чемпионате мира среди юниоров, где выиграл в командной гонке, занял 2-е место в масс-старте и занял 3-е место в сумме многоборья. Через год вновь стал третьим в многоборье и в забеге на 1500 м, а также стал первым на чемпионате Нидерландов среди старших юниоров в многоборье. 
В 2017 году Боскер выступавший за команду "Team Infestos", финишировал впервые на третьем месте в Национальном чемпионате в сумме многоборья, а год спустя, в январе 2018 года, он впервые стал чемпионом Нидерландов в многоборье. В том же месяце он выиграл золотую медаль в командной гонке на дебютном чемпионате Европы в Коломне и стал бронзовым призёром в забеге на 5000 м. В сезоне 2017/18 дебютировал на Кубке мира и стал третьим на этапах в Эрфурте и Минске в забегах на 1500 и 5000 м соответственно.
В марте 2018 года Боскер завоевал бронзовую медаль в классическом многоборье на своём первом чемпионате мира в Амстердаме. В сезоне 2018/19 он одержал свою первую победу на Кубке мира в польском Томашуве-Мазовецком на дистанции 10 000 м и в командной гонке преследования. В январе 2019 года стал 2-м на чемпионате страны в многоборье и на чемпионате мира на отдельных дистанциях в Инцелле завоевал золото в командной гонке.
В 2020 году взял вторую золотую медаль в командной гонке на чемпионате Европы в Херенвене и как и год назад выиграл золотую медаль на чемпионате мира на отдельных дистанциях в Солт-Лейк-Сити в командной гонке. 
В сезоне 2020/21 Боскер заключил контракт на 2 года с командой Жака Ори "Team Jumbo-Visma". В январе 2021 год занял 2-е место в сумме многоборья на чемпионате Европы в Херенвене и в третий раз подряд одержал победу с партнёрами в командной гонке на индивидуальном чемпионате мира в Херенвене.
В 2022 году на чемпионате Европы в Херенвене выиграл командную гонку преследования и второй раз чемпионат Нидерландов по многоборью. На дебютных XXIV зимних Олимпийских играх в Пекине Боскер занял 9-е место в забеге на 1500 м, а в командной гонке только 4-е место. После игр выступил неудачно на чемпионате мира в классическом многоборье в Хамаре, заняв 10-е место.
В сезоне 2022/23 Боскер перешёл из команды "Jumbo-Visma" в команду Робина Деркса "Reggeborgh". В декабре 2022 года он занял 3-е место в многоборье на Национальном чемпионате. В январе 2023 года на чемпионате Европы в Хамаре он стал 7-м в сумме многоборья, а в марте на чемпионате мира на отдельных дистанциях в Херенвене занял 5-е место в забеге на 5000 м и выиграл золото в командной гонке преследования.

## Личная жизнь
Марсел находится в паре с нидерландской конькобежкой Мелиссой Вейфье. Сам Боскер увлекается катанием на лыжах, поделками, кулинарией.

## Награды
- 2016 год - назван спортсменом года в "Noord-Groninger Sportgala" в Гронингене[14]